# Huichapan (estación del Tren Ligero de la Ciudad de México)
Huichapan es una de las estaciones que forman parte del Tren Ligero de la Ciudad de México, perteneciente a la única línea existente del sistema. Se ubica al sur de la Ciudad de México en la alcaldía Xochimilco.

## Información general
Huichapan toma su nombre de una colonia cercana. Su logo representa un río bordeado de árboles, ya que Huichapan proviene del nahua Huexoapan, "sauces en / sobre el agua" o "agua en / sobre la que hay sauces", de huexotl, "sauce", y apan, "sobre el agua" (de atl, agua, y -pan, sobre, en).

## Sitios de interés
- Club de Fútbol Cruz Azul